# Assedio di Marsiglia (1524)
L'assedio di Marsiglia fu un evento bellico, inserito nel contesto della guerra d'Italia del 1521-1526, che avvenne tra l'agosto del 1524 e il settembre dello stesso anno. Le truppe del Sacro Romano Impero, sotto la guida di Carlo di Borbone (che non molto tempo fa aveva tradito il re di Francia Francesco I) e Fernando Francesco d'Avalos, assediarono i francesi a Marsiglia. Nonostante lo spietato saccheggio perpetrato nella campagna circostante da parte dell'Avalos, gli imperiali non riuscirono a prendere la città e finirono per ritirarsi, mentre i rinforzi francesi stavano per arrivare guidati dal re in persona.